# (497) Iva
(497) Iva es un asteroide perteneciente al cinturón de asteroides descubierto el 4 de noviembre de 1902 por Raymond Smith Dugan desde el observatorio de Heidelberg-Königstuhl, Alemania.
Está nombrado en honor de Iva Shores.